# 项楚
项楚（1940年7月—2025年2月4日），生于湖北老河口，籍貫浙江永嘉，敦煌学、语言学、文学史专家，1962年毕业于南开大学中文系，美国密执安州立大学访问学者。生前曾为四川大学杰出教授、汉语言文字学博士生导师、四川大学中国俗文化研究所所长，教育部科技委学部委员，中国图象图形学会副理事长。因病医治无效，于2025年2月4日7时30分在成都逝世，享年85岁。

## 荣誉
全国优秀留学归国人员、五一劳动奖章获得者、四川省学术和技术带头人、国家有突出贡献的中青年专家。

## 成就与著作
其研究领域以敦煌学为核心，涵盖了语言学、文学、文献学和佛学等诸多方面，其中尤以对敦煌俗文学的研究为精。出版《敦煌文学丛考》、《敦煌变文选注》《王梵志诗校注》、《敦煌诗歌导论》、《敦煌歌辞总编匡补》、《项楚论敦煌学》、《著名中年语言学家选集·项楚卷》、《柱马屋存稿》、《寒山诗注》、《唐代白话诗派研究》、《王梵志诗校注》等著作。